# Mr. Sunshine (2011)
Mr. Sunshine is een Amerikaanse sitcom, waarvan de proefaflevering op 9 februari 2011 in première ging. Het televisienetwerk American Broadcasting Company bestelde dertien afleveringen, maar het eerste seizoen zal slechts bestaan uit negen afleveringen. De serie werd mede bedacht door Matthew Perry, die zelf de hoofdrol speelt en een deel van de productie voor zijn rekening neemt.
Sinds 20 maart 2011 wordt de serie wekelijks uitgezonden op de Nederlandse zender Comedy Central.
De eerste aflevering werd door 10,5 miljoen mensen bekeken, de laatste door 4,7 miljoen. In mei 2011 kondigde ABC aan te zullen stoppen met de serie.

## Achtergrond en inhoud
Mr. Sunshine is een komedie, doch hoofdpersonage Ben Donovan (Matthew Perry), de manager van een stadion met de naam Sunshine Centre, is zelden vrolijk en de titel is ironisch bedoeld. De eerste aflevering speelt zich af op zijn veertigste verjaardag. Ben en zijn vriendin Alice (Andrea Anders) gaan op die dag uit elkaar; hij komt erachter dat Alice gaat samenwonen met zijn beste vriend, voormalig NBA-speler Alonzo Pope (James Lesure). Ben beseft dat hij meer van zijn leven had willen maken en krijgt te kampen met een midlifecrisis. Hij probeert zichzelf op allerlei manieren te beteren, maar de veeleisende artiesten die in het stadion op moeten treden en de onberekenbare eigenares Crystal Cohen (Allison Janney) brengen hem keer op keer in benarde situaties.
Perry's personage is gedeeltelijk gebaseerd op zijn echte leven. In de vierde aflevering heeft Ben bijvoorbeeld moeite met het onthouden van de namen van zijn werknemers, net zoals Perry dat ondervond bij collega's op de filmset. Hij vertelde daarnaast dat hij een periode had doorgemaakt waarin hij - net als zijn personage - vaak alleen maar aan zichzelf dacht:

I used to spend a lot of time just thinking about myself, thinking that the party started when I showed up.
— Matthew Perry in gesprek met verslaggever Joe Rhodes van The New York Times

## Rolverdeling
- Matthew Perry als Ben Donovan, de manager van het Sunshine Center
- Allison Janney als Crystal Cohen, de onvoorspelbare baas van Ben
- Andrea Anders als Alice, de ex-vriendin van Ben
- James Lesure als Alonzo Pope, de beste vriend van Ben
- Nate Torrence als Roman Cohen, de zoon van Crystal
- Portia Doubleday als Heather, de secretaresse van Ben